# Kommunbrauhaus (Buch, Untermerzbach)

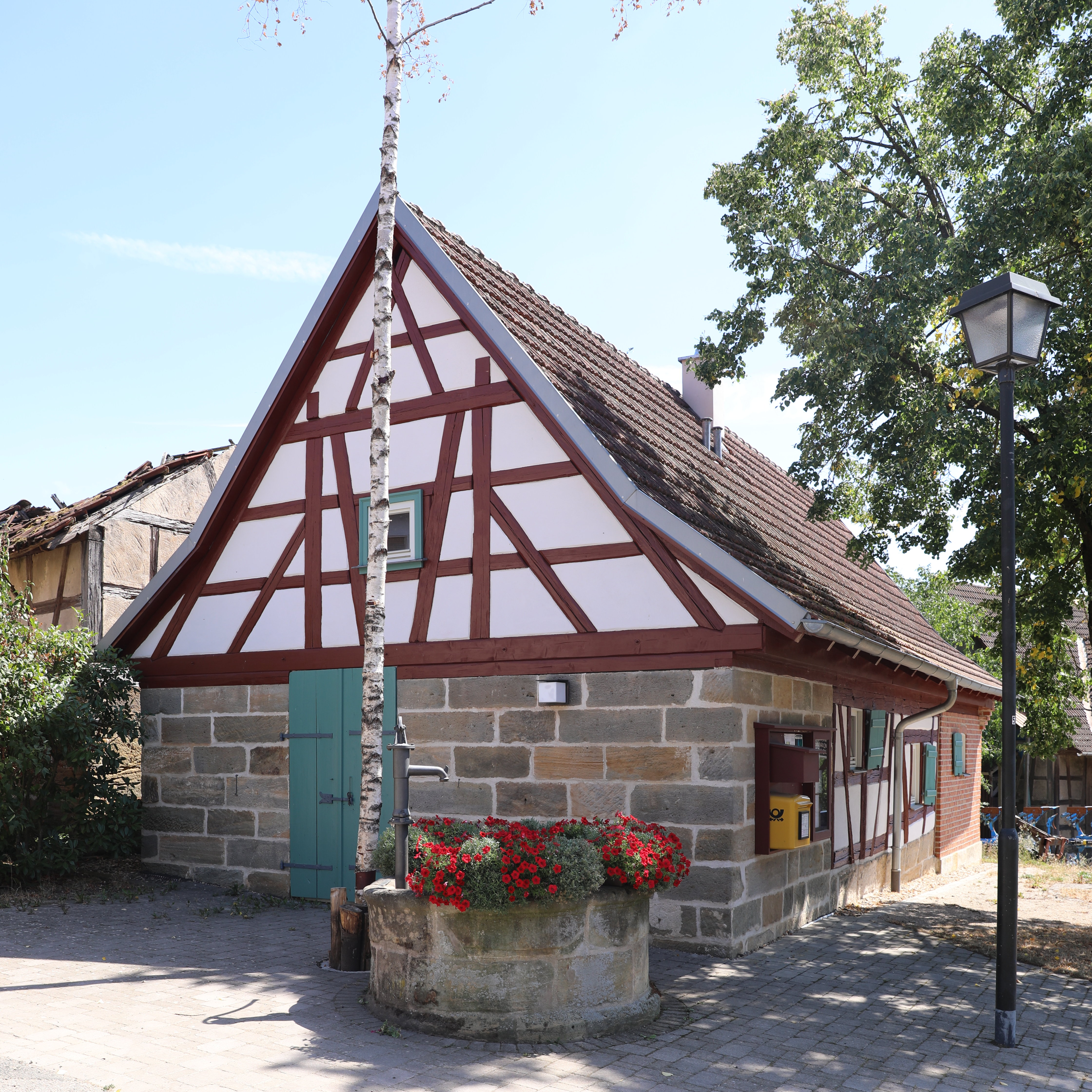
Kommunbrauhaus in Buch

Das Kommunbrauhaus in Buch, einem Ortsteil der Gemeinde Untermerzbach im unterfränkischen Landkreis Haßberge in Bayern, wurde im 19. Jahrhundert errichtet. Das Kommunbrauhaus mit der Adresse Buch 14 ist ein geschütztes Baudenkmal. 
Der eingeschossige Satteldachbau  wurde mit Sandsteinquadermauerwerk und in Fachwerkbauweise errichtet. 
Davor steht ein Brunnen aus Sandsteinquadern, der um 1800 gebaut wurde.